# Cvetana Pironkova
Cvetana Kirilova Pironkova, izvorno na ćirilici Цветана Кирилова Пиронкова (Plovdiv, 13. rujna 1987.) bugarska je profesionalna tenisačica.

## Karijera
Rođena je u športskoj obitelji. Otac Kiril Pironkov bivši je prvak Bugarske u kanuu, a majka Radosveta Pironkova bivša je prvakinja Balkana i Bugarske u plivanju.
Tenis je naučila igrati u četvrtoj godini. Prvi učitelj bio joj je otac. U šestoj godini je počela igrati na juniorskim turnirima u Bugarskoj. Kolovoza 2002. četrnaestogodišnja Pironkova je u Bukureštu sudjelovala na svom prvom ITF turniru, gde je izgubila u finalu od Monice Niculescu. U rujnu iste godine u Volosu je, pobijedivši u finalu Tinu Schmassmann, osvojila svoj prvi ITF turnir u karijeri.
Svibnja 2005. sedamnaestogodišnja Pironkova je u Istanbulu sudjelovala na svom prvom WTA turniru, gde ju je u polufinalu porazila Venus Williams. U siječnju iduće godine, revanširala se Williamsovoj tako što ju je pobijedila u prvom kolu Australian Opena.
Godine 2007. Pironkova nije uspela proći prvo kolo tri Grand slam turnira (Australian Opena, Roland Garrosa i Wimbledona), a na US Openu je poražena u drugom kolu od tadašnje prve igračice svijeta — Justine Henin.
Na Australian Openu 2008. izgubila je u drugom kolu od Svetlane Kuznjecove. Iste godine, na turniru Masters serije u Rimu, iznenadila je sve pošto je u drugom kolu porazila tadašnju treću tenisačicu na svijetu — Anu Ivanović. Pošto joj je Viktorija Azarenka predala susret trećeg kola, Pironkova je u četvrtfinalu izgubila od Ane Čakvetadze.
Na Ljetnjim olimpijskim igrama u Pekingu 2008.  izgubila je u drugom kolu od Dominike Cibulkove.
Godine 2009. na turniru Moorilla Hobart International stigla je do četrvtfinala, gdje ju je porazila Virginie Razzano. Na turniru Andalucia Tennis Experience iste godine je, iako je bila postavljena za 8. nosioca, izgubila u prvom kolu od Roberte Vinci. Na prva dva Grend slam turnira 2009, nije uspela da stigne dalje od drugog kola, odnosno prvog kola. Na Wimbledonu je u prvom kolu izgubila od Jill Craybas, dok je na US Openu također u prvom kolu izgubila od 29. nosioca — Marije Šarapove.
2010. godine je izgubila 2. kolo Australian Opena od Shahar Pe'er, a na Roland Garrosu isto u 2. kolu od Justine Henin. Na Wimbledonu je ostvarila rezultat karijere. Na putu do polufinala svladala je Anu Lapuščenkovu, Vjeru Duševinu, Reginu Kulikovu, Marion Bartoli, u četvrtfinalu Venus Williams, a u polufinalu ju je porazila Vjera Zvonarjova. Na US Openu je iako je bila 32. nositeljka bila poražena u 2. kolu od Mandy Minelle.
Najbolji rezultat u svojoj karijeri je ostvarila u rujnu 2010., kada je zauzela 31. mjesto na WTA listi.

## Vanjske poveznice
- Službena stranica (engl.)
- Profil na stranici WTA Toura (engl.)
- Profil na stranici ITFtennis.com  Arhivirana inačica izvorne stranice od 16. lipnja 2013. (Wayback Machine) (engl.)